# Adam Kołyszko
Adam Lubert (Kołysko) Kołyszko (ur. 2 lipca 1798, zm. 14 stycznia 1871 w Paryżu) – powstaniec 1831 roku, poseł na sejm, towiańczyk, wolnomularz.

## Życiorys
Urodził się w powiecie wiłkomierskim, w rodzinie pieczętującej się herbem Jelita. Matka pochodziła z wywodzącej się z Włoch litewskiej szlacheckiej rodziny Morykonich.
Odebrał staranne wykształcenie, po czym poświęcił się pracy na roli w swych dobrach Pelisze. W 1821 roku został wybrany prezesem wiłkomierskiego sądu powiatowego. Kilka lat później ożenił się z panną Teplicką, z którą miał dwoje dzieci.
W początkach kwietnia 1831 roku przystąpił do powstania. Przez dwa miesiące walczył w północnej części województwa wileńskiego, dowodząc wraz z Aleksandrem Izenszmidem Milbitzem insurekcyjną kawalerią powiatu wiłkomierskiego. Wraz z oddziałami z powiatu upickiego wziął udział w nieudanych próbach zaatakowania Wilna i Kowna. W końcu czerwca, wraz z innymi żołnierzami jazdy wiłkomierskiej, przydzielony został do regularnego dywizjonu jazdy poznańskiej, z którym odbył resztę kampanii litewskiej w lipcu 1831 roku. Po zakończeniu kampanii przybył do Warszawy, gdzie 10 sierpnia odbyły się wybory posłów z województwa wileńskiego do sejmu powstańczego. Uzyskał w nich drugą kolejną liczbę głosów wśród osiemnastu kandydatów i został wybrany posłem z powiatu upickiego. Odkomenderowany w randze porucznika z Pułku Jazdy Poznańskiej, obecny był na wszystkich sierpniowych i wrześniowych posiedzeniach sejmu, lecz głosu nie zabierał.
Po upadku powstania udał się na emigrację i osiadł w Paryżu. Żona z dziećmi pozostali w kraju.
10 grudnia 1831 roku był jednym z założycieli Towarzystwa Litewskiego i Ziem Ruskich. Po otrzymaniu pozwolenia ministra wojny na pobyt w Paryżu uczęszczał na wykłady w Szkole Sztabu Generalnego. W 1832 roku był w stopniu 30. obrządku szkockiego członkiem i zastępcą mistrza obrzędów loży wolnomularskiej „Les Trinosophes” Wielkiego Wschodu Francji w Paryżu.
Był członkiem sejmu powstańczego na emigracji. Brał udział w życiu diaspory polskiej, w tym w pojedynkach. W 1832 roku ranił w pojedynku Józefa Zienkowicza, któremu sekundował Juliusz Słowacki, a 15 czerwca 1841 roku był sekundantem Stanisława Roplewskiego w jego niedoszłym do skutku pojedynku z Juliuszem Słowackim. W 1842 roku związał się z Andrzejem Towiańskim. Był jednym z bardziej gorliwych towiańczyków. Choć nie zajmował eksponowanych stanowisk, to jednak utrzymywał bliskie kontakty z przewodnikami, a także z Juliuszem Słowackim i Ludwikiem Nabielakiem. W kwietniu 1845 roku przedłożył Mickiewiczowi projekt wyjazdu do Rosji w celu wręczenia Mikołajowi I, nieprzyjętego przez ambasadę rosyjską w Paryżu, listu Aleksandra Chodźki. Podróż nie doszła do skutku wobec sprzeciwu Towiańskiego.
Ostatnie lata życia spędził jako weteran powstania listopadowego w paryskim domu opiekuńczym im. św. Kazimierza, gdzie zmarł podczas oblężenia Paryża przez wojska pruskie. Jest pochowany na Cmentarzu Montparnasse (Kwatera 7, r. 11 av. Transversale, g. 10 av. de l’Ouest).